# 光之冒险
是由韩国Entwell开发制作的一款多人在线角色扮演游戏。该游戏强调冒险的精神以及休闲的游戏方式，借“时空之石”“迷你屋”等多个特色系统，给玩家以不同的游戏体验。
台灣版本由茂為科技代理，於2007年4月19日正式公測，2012年4月19日正式結束五年營運。
港澳版本由天宇科技代理，於2007年9月13日啟動公測。並在2012年7月24日於港澳伺服器增加台灣分流冒險之夢，重新代理台灣版本。
中國版本由上海天希(天戲)網絡技術有限公司代理，於2011年4月15日正式公測，現已結束營運。

## 游戏特色
Nostale是一個關於銀色靈魂流浪者的故事。描述著NOS(Nomad of silver spirit)銀色靈魂流浪者們居住的東方國度所發生的冒險故事。
Nostale擁有一個夢幻般的世界觀，並生動的呈現出『成長與擁有』特性的RPG遊戲。除此之外還將各種不同的單機趣味及簡易操控性重新以Nostale的方式演繹，使遊戲內容更為豐富。玩家們在進行遊戲的時候，能夠沐浴在可愛和幻想的世界之內，還可以體驗新鮮的系統所帶來的趣味性，讓玩家們能夠在這裡找到真正的同伴。
◆充滿緊張刺激的新型態冒險遊戲
重要故事情節的展開或戰鬥，在Nostale中會使用不同的系統提供。經由名為「時空裂縫」的系統，可以更加的集中在故事劇情中，令玩家彷如疊身其中。你可以一個人或組成團隊或尋找幫助玩家的NPC一起奮力對抗無數的敵人。
◆一個人也可以享受團隊般的戰鬥
一個人進行遊戲時，也不需要感到孤單。因為身邊總是會有NPC與寵物所組成的自組隊伍協助你。玩家可以去尋找自己所喜歡的NPC，也可以捕獲喜愛的寵物，並組成自組隊伍，還可以把他們保管在專屬自己的領土Mini Land迷你屋裡面。快來體驗自組隊伍的樂趣，與他們一起進行各種冒險，還可以在自建的迷你屋內享受戰鬥餘暇的舒適生活。
◆變化自在的角色、無盡的大變身
Nostale的角色，絕對不會固定為一種特性。技能可以自由的增加或刪除，並透過『基本技能與額外技能』的系統，讓角色可以發揮各種不同的戰鬥能力。除此之外，還可利用稱作『特殊人物』的獨特變身系統，來無限變換成各種職業，使遊戲增添更多樂趣。
◆巨大的敵人邀請您來體驗冒險
您可以與其他玩家們進行組隊，再去挑戰恐怖又巨大的敵人。Nostale中提供的狩獵，要求著比一般攻擊之上的戰略與伙伴們的合作。以永不放棄的精神挑戰成功時，將可得到令您驚喜的獎賞。

## 职业

### 冒险家
| - 看起來很普通嗎？所以要看你的潛在力，這樣才是真正勇敢的冒險家。 - 剛剛登入Nostale的冒險家，完全不知到要如何開始，也不知道會面臨到哪些危機。但是他們相信自己的熱情與好奇心，這樣一定可以順利的成為最優秀的Nos。這些冒險家擁有勇氣、智慧、無限的潛在力，像是一塊未雕琢的原石。 - 目前雖然無法使用漂亮的武器，只能使用木棍或彈弓，但是利用這些初級武器，還是可以進行近、遠距離攻擊與魔法等技術。 |

### 剑士
| - 直率又熱愛劍的人最愛的職業。不畏懼任何事物的近戰戰鬥者。 - 進行肉體鍛鍊的同時，還會進行近距離戰鬥訓練的職業，因勇猛的姿態，常常在冒險中扮演著領導的角色。看到敵人會奮不顧身的衝到最前線殺敵，因此身上總帶著新舊交雜的傷痕。 - 如同劍士之名，這職業專門使用劍類的武器進行近距離攻擊。但是為了彌補近距離攻擊的弱點，因此還可以使用如石弓般的輔助武器。 - 擁有多種近距離攻擊的攻擊技術，還擁有能擊退多數敵人及擾亂對方士氣的能力。 |

### 弓手
| - 擁有敏捷的反應、靈敏的視力，是一個自然主義者。 - 進行敏捷與遠距離戰鬥訓練的職業。外表看起來很冷酷，但是他卻擁有熱愛大自然的心。他們對於毒的知識相當的豐富，也很瞭解大自然氣息的運用。 - 弓手除了會使用弓箭來對付敵人之外，為了防備近距離的敵人，還可使用短劍進行輔助攻擊。 - 為了保持與敵人的距離，行動的非常靈敏之外，還可以解毒、塗毒，對敵人造成各種困擾。 |

### 咒术师
| - 瘋狂熱愛魔法的人們就會選擇這個職業。 - 此職業能夠學習控制魔法之力之外，也會使用無形的屬性能量。只要對某個事物集中精神，就會完全忘我的專研起來，因此有時候會令人感覺非常的孤僻。但其實他們的心思非常細密，是個深思熟慮的人。 - 咒術師通常會使用魔法攻擊，但是為了護身，身上時常會帶著組合槍。組合槍是把魔法的氣息改變為物理彈丸的遠距離武器。 - 除了攻擊性的魔法之外，他們也會使用輔助的咒術，相對的詛咒之術也有相當的研究。 |

### 武道家
| - 《夢之歷險》的世界裡，除了為人所熟悉的「劍士、弓手、咒術師」之外，其實一直以來都有一班隱世高手存在著，他們有著強大的能力，卻甚少向外人展露，甚至，從一般人來看，這門功夫就像是強身健體的運動。學習這一門戰鬥方式的人，通常會被稱之為「武道家」。 -「武道家」的所有攻擊和防禦技能，均是運用身體作為媒介進行近距離戰鬥的技術。 -各種門派武術都具備鮮明的特點，但是有一個共通點，身體就是它們的武具。 -各種武術所追求的意境各有不同，但是所有武術的目的都是為了強身健體。 -所以，所有武術的原理幾乎都是同出一轍的。 -「武術」與「格鬥」相類似，但「武道家」更講求的是技巧與體能。 |

## 可轉職職業、等級
切記：使用該職業卡片時，職業等級以及戰鬥等級達到該卡片的標準，方可使用。
光之冒險的二至九轉職業並非轉職後無法恢復，只要裝備該職業的卡片以及同樣的屬性精靈，即可變成該職業，但是變身時原本的技能將無法使用。
二轉的職業等級要求為20Lv，名譽要求為紅色訓練生。
三轉的職業等級要求為35Lv，名譽要求為綠色熟練家。
四轉的職業等級要求為50Lv，名譽要求為紅色熟練家。
五轉的職業等級要求為55Lv，名譽要求為綠色戰鬥兵。
六轉的職業等級要求為60Lv，名譽要求為綠色專家。
七轉的職業等級要求為70Lv，名譽要求為綠色專家。
八轉的職業等級要求為70Lv，名譽要求為初學者。
九轉的職業等級要求為70Lv，名譽要求為初學者。
茶茶丸職業等級要求為38Lv，名譽要求為藍色熟練家。
睡衣卡職業等級要求為10Lv，名譽要求為綠色訓練生。
－劍士－
戰士：36等級，到達指定地圖完成指定的三個時空即可獲得卡片。
```
     戰鬥等級達到36，到佩拉諾神殿入口，點擊神秘靈魂石開始進行任務。
     雙擊神秘靈魂石，進入後與紅色靈魂石對話，挑戰第一關卡。
     成功過關後，再與紅色靈魂石對話，挑戰第二關卡
     結束第二關卡後，再與紅色靈魂石對話，挑戰第三關卡，需打敗Lv55暗黑使達林，建議多帶藥水。
     成功第三關卡後，再與紅色靈魂石對話，完成任務。
```

劍刃：46等級，到達指定地圖完成一百朵花的蒐集，再完成指定的三個時空，即可獲得卡片。
十字聖戰士：55等級，到達指定地圖完成任務，即可獲得卡片。
狂戰士：65等級，到達指定地圖完成任務，即可獲得卡片。
聖炎騎士：75等級，先要完成任務，然後完成指定的一個時空取得咒符，『真紅猛焰龍遠征』中得到的狩獵寶箱有機會得到。
武之神：80等級，先要完成任務，然後完成指定的一個時空取得咒符，『寒冰之刃遠征』中得到的狩獵寶箱有機會得到。
闇黑斷魂：80等級，在香港時間週末下午五點或八點，霜雪冰冠的渾沌世界中攻擊傷害多於20%，得到的狩獵寶箱有機會得到。P.s.不一定是抽到和自己一個職業。
－弓箭手－
巡守：36等級，到達指定地圖完成指定的三個時空，即可獲得卡片。
```
     戰鬥等級達到36，到佩拉諾神殿入口，點擊神秘靈魂石開始進行任務。
     雙擊神秘靈魂石，進入後與紅色靈魂石對話，挑戰第一關卡。
     成功過關後，再與紅色靈魂石對話，挑戰第二關卡
     結束第二關卡後，再與紅色靈魂石對話，挑戰第三關卡，需打敗Lv55暗黑使達林，成功第三關卡後，再與紅色靈魂石對話，完成任務。
```

刺客：46等級，到達指定地圖完成100朵純情百合花蒐集，並再完成指定的三個時空，即可獲得。
毀滅槍神：55等級，到達指定地圖完成任務，即可獲得卡片。
野獸大師：65等級，到達指定地圖完成任務，即可獲得卡片。
灼魂追擊手：75等級，先要完成任務，然後完成指定的一個時空取得咒符，再完成『真紅猛焰龍遠征』當中的狩獵寶箱有一定機率抽中卡片。
隼之狙擊者：80等級，先要完成任務後取得一張咒符，然後完成『寒冰之刃遠征』中狩獵寶箱有機會得到。
魔靈狩獵者：80等級，在香港時間週末下午五點或八點，霜雪冰冠的渾沌世界中攻擊傷害多於20%，得到的狩獵寶箱有機會得到。P.s.不一定是抽到和自己同一個職業。
－咒術師－
赤紅魔法師：36等級，到達指定地圖完成指定的三個時空，即可獲得卡片。
```
           戰鬥等級達到36，到佩拉諾神殿入口，點擊神秘靈魂石開始進行任務。
           雙擊神秘靈魂石，進入後與紅色靈魂石對話，挑戰第一關卡。
           成功過關後，再與紅色靈魂石對話，挑戰第二關卡
           結束第二關卡後，再與紅色靈魂石對話，挑戰第三關卡，需打敗Lv55暗黑使達林，建議多帶藥水。
           成功第三關卡後，再與紅色靈魂石對話，完成任務。
```

神聖魔法師：46等級，到達指定地圖完成一百朵花的蒐集和三個指定時空，即可獲得卡片。
藍色魔法使：55等級，到達指定地圖完成任務，即可獲得卡片。
暗黑槍神：65等級到達指定地圖完成任務，即可獲得卡片。
赤熾燄法使：75等級，先要完成任務，然後完成指定的一個時空取得咒符，再完成『真紅猛焰龍遠征』當中的狩獵寶箱有一定機率抽中卡片。
海之神：80等級，先要完成任務後取得一張咒符，然後完成『寒冰之刃遠征』中狩獵寶箱有機會得到。
始源禁咒：80等級，在香港時間週末下午五點或八點，霜雪冰冠的渾沌世界中攻擊傷害多於20%，得到的狩獵寶箱有機會得到。P.s.不一定是抽到和自己同一個職業。
－其他－
睡衣：27等級，到達指定地圖完成任務，即可獲得卡片。
茶茶丸：45等級，到達指定地圖完成任務，即可獲得卡片。
咕咕雞舞步：20等級，完成『超級咕雞遠征』中得到的狩獵寶箱有機會得到。
魔盜王：20等級：完成暑期活動『海盜船長遠征』中得到的狩獵寶箱有機會得到。

## 遠征魔王、特色
光之冒險的遠征都需要使用『狩獵時空之石碎片』來完成任務取得印章以後，方可開啟遠征隊。
每個魔王都有不同的屬性，因此用對於魔王相剋的屬性，那麼對於遠征成功將有很大的效率。
每個遠征最低限制5人，最高15，每個遠征都有限制的等級，超過或低於限制的等級，也可參與但無法獲得獎勵。
－遠征魔王－
水漾晶：最簡單遠征，約3~10分鐘可完成。
修羅王：稍有難度，約8~25分可完成。
暗黑卡斯特拉：迷宮裡面怪物很多，約10~40分鐘可完成。
傑克蜘蛛：迷宮難走，怪物多，約30~135分鐘可完成。
史拉德哈因：怪物血厚，很難過關。約50~170分鐘可完成。
頭目伊布拉希：約20~200分鐘可完成。
巨大肉粽(端午活動遠征)：約3~10分鐘可完成。
傑克歐連頓(萬聖活動遠征)：約3~10分鐘可完成。
大頭雪人(聖誕活動遠征)：約3~10分鐘可完成。
獨眼龍船長康胖(暑期活動遠征)：約5~10分鐘可完成。
暴焰的魔犬凱洛托斯團隊遠征：90~99
暴焰的君主巴拉庫斯團隊遠征：90~99
暴焰的火神克雷尼加斯團隊遠征：90~99
以上遠征團基本上都需要40分鐘。
－家族遠征團－
必須要加入家族後才能參加。勝利後，參與者會獲得狩獵寶箱以及家族經驗值。
家族遠征團列表：
火屬性－穆克斯王
水屬性－卡比納斯王
光屬性－貝納奧斯王
暗屬性－哈托斯王

## 同伴特色
－同伴取得方法－
雷伊：完成25等級時空取得。
凱文：完成32等級時空取得，等級必須達到34Lv方可取得。
哼：完成49等級時空取得，等級必須達到50Lv方可取得。
凱瑟琳：在商城中的限定寶箱中有機會抽出獲得或其他活動中可得。
櫻花公主：完成『鯰魚主宮遠征團』後，打開狩獵寶箱有機會獲得。
－同伴變身卡－
完成『大頭雪人遠征隊』獲得狩獵寶箱後有機會獲得其中一張『維京家族系列的變身卡』。
同伴變身卡能力：每個變身同伴，都擁有 3 種獨特技能。
以下是同伴所使用對應的變身卡：
雷伊和凱瑟琳：維京神射手羅伊。
凱文和哼：維京狂戰士托爾。
櫻花公主：維京薩滿奧麗加 。
完成『大頭雪人遠征團』獲得狩獵寶箱後有機會獲得其中一張『暗忍者一族系列的變身卡』。
雷伊和凱瑟琳：影忍蓮花。
凱文和哼：影忍天郎。
櫻花公主：影忍賊風。
完成『可愛的九尾妹妹遠征團』獲得狩獵寶箱後有機會獲得一張『可愛的九尾狐卡片』。
凱文和哼：可愛的九尾妹妹。